# Svantovites
Svantovites is een geslacht van uitgestorven kreeftachtigen uit de klasse van de Ostracoda (mosselkreeftjes).

## Soorten
- Svantovites inops Becker, 1971 †
- Svantovites lethiersi Casier, 1979 †
- Svantovites magnei Becker, 1971 †
- Svantovites primus Pokorny, 1951 †